# جراحة الفك

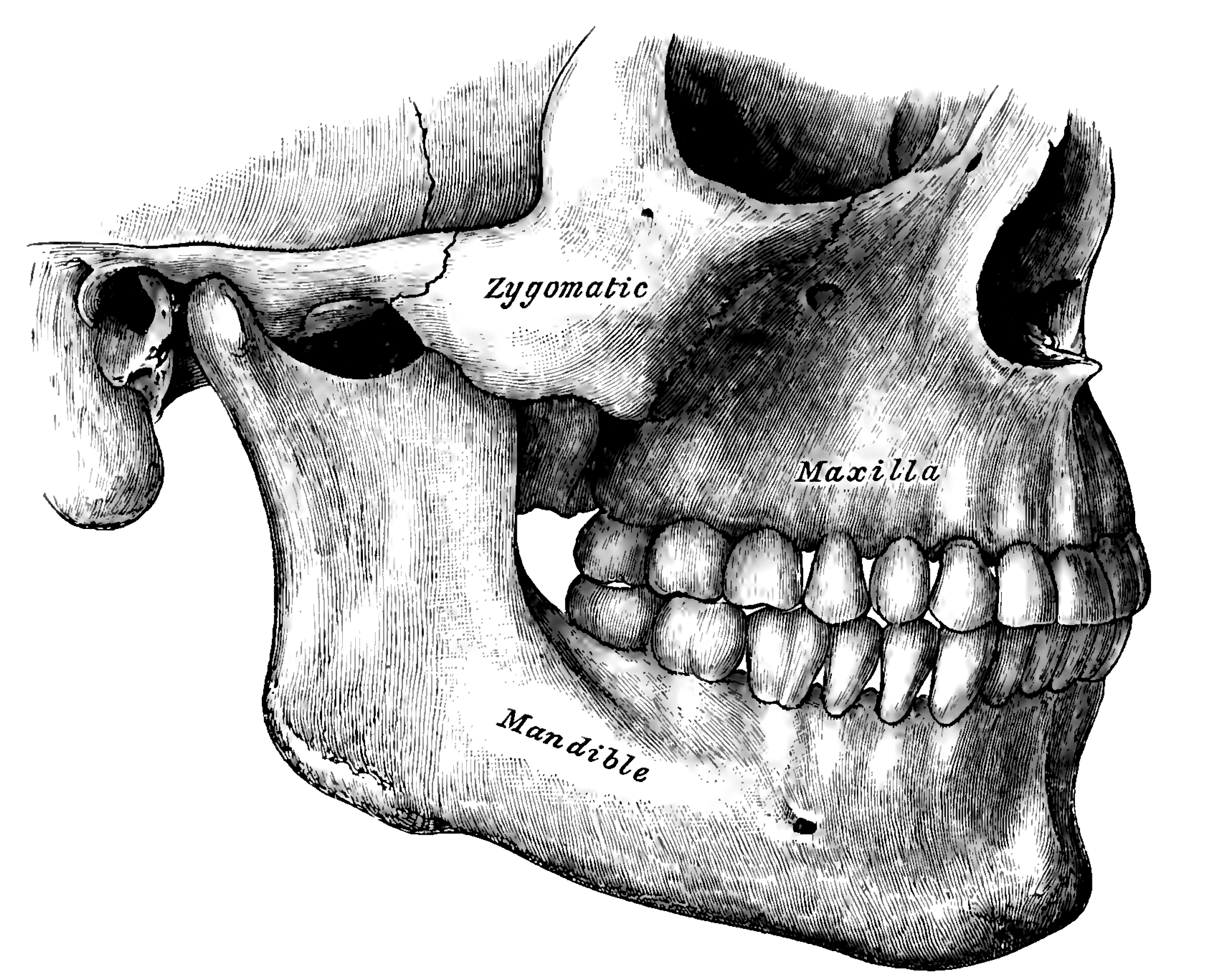
الفك العلوي والسفلي

جراحة الفك هي عملية جراحية لتصحيح الأوضاع في هيكل الفك والوجه، المتعلقة بالنمو، واضطرابات المفصل الفكي الصدغي، ومشاكل سوء الإطباق وذلك بسبب التنافر الهيكل العظمي، أو المشاكل التقويمية الأخرى التي لا يمكن علاجها بسهولة مع التقويم.وكان أول من انشغل بهذا العلم هو الزهراوى حيث نجح في علاج تشوهات الفكين وفي تقويم الأسنان باستخدام آلات جراحية ابتكرها خصيصا، وكان الزهراوى أول من استخدم جسور الأسنان الذهبية والفضية وأدوات ضغط الأسنان، ثم صيغت من قبل الدكتور هارولد هارجس، نائب العضو المنتدب، كما أن عمليه جراحة الفك تستخدم في علاج التشوهات الخلقية مثل سقف الحلق المشقوق. يمكن قطع العظام وإعادة الانحياز، الذي عقد بعد ذلك في مكان مع أي مسامير أو لوحات ومسامير. ويمكن أيضا أن الجراحة التقويمية ويشار إلى جراحة الفك التصحيحية

## المؤشرات
- تناقضات الفك الإجمالي (الأمامي الخلفي، التناقضات العمودية و / أو عرضية). [6]
- تناقضات الهيكل العظمي للوجه المرتبطة توقف التنفس أثناء النوم وثقت، وعيوب مجرى الهواء، وتناقضات الأنسجة اللينة.
- تناقضات الهيكل العظمي للوجه المرتبطة علم الأمراض الصدغية

## العملية الجراحية
يتم إجراء جراحة الفكين بواسطة طبيب جراح إما عن طريق الفم والوجه والفكين، جراحة التجميل، أو الأنف والحنجرة بالتعاون مع طبيب التقويم. فإنه غالبا ما تتضمن الأقواس قبل وبعد الجراحة، والخدم بعد زوال النهائي من الأقواس. وهناك حاجة في كثير من الأحيان الجراحة التقويمية بعد إعادة بناء قبة الحنك أو غيرها من الحالات الشاذة القحفي الرئيسية. التنسيق الدقيق بين الجراح وطبيب التقويم أمر ضروري لضمان أن تكون أسنان تناسب بشكل صحيح بعد الجراحة.

## التخطيط
التخطيط لعملية جراحية وعادة ما ينطوي على فريق متعدد التخصصات من الخبراء المهنيين والعاملين وجراحين الفم والوجه والفكين وجراحي التجميل وجراحي الأنف والحنجرة، تقويم الأسنان، والكلام ومعالجة اللغة. كما ينتج عادة عملية جراحية في تغير ملحوظ في وجه المريض هو مطلوب في بعض الأحيان إجراء تقييم نفسي لتقييم حاجة المريض لعملية جراحية وتأثيرها المتوقع على المريض. تؤخذ الصور الشعاعية والصور الفوتوغرافية للمساعدة في التخطيط وهناك برنامج للتنبؤ على شكل وجه المريض بعد الجراحة، وهو أمر مفيد على حد سواء للتخطيط وشرح لعملية جراحية لمريض وعائلة المريض. يمكن لبرامج متطورة تسمح للمريض لرؤية النتائج المتوقعة من الجراحة.
الأهداف الرئيسية لجراحة الفكين هي تحقيق شكل سليم لتطابق الفكين ( عند العض مثلا ) ، ووجه جمالي . في حين تصحيح التطابق هو المهم، عناية كبيرة يتعين اتخاذها خلال مرحلة التخطيط لزيادة مجرى الهواء المباح.

## الإجراء
قد ينطوي على جراحة فك واحدأو بين فكين خلال نفس الإجراء. ويتم التعديل من خلال التخفيض في عظام الفك السفلي أو الفك العلوي وتغيير وضعيتها خفض في محاذاة المطلوب. وعادة ما يتم إجراء عملية جراحية تحت التخدير العام، واستخدام أنبوب الأنف لإدخال أنبوب بدلا من أنبوب في الفم أكثر شيوعا، وذلك للسماح بتسييج الأسنان معا خلال عملية جراحية. العملية جراحية في كثير من الأحيان لا تنطوي على قطع الجلد،
قطع العظم ويسمى العظم، وفي حالة تنفيذ عملية جراحية في الفك 2 في نفس الوقت ويسمى العظم نصف الفك العلوي (2 قطع عظم الفك) أو تقدم الفكين. ويتم ذلك عادة من قطع العظام باستخدام منشار كهربائي خاص، والأزيز، والأزاميل اليدوية. مؤخرا تم إدخال الآلة التي يمكن أن تخفض العظام باستخدام الموجات فوق الصوتية، وهي حتى الآن لم يتم استخدامها على نطاق واسع. يمكن تعديل الفك العلوي باستخدام "lefort I" مستوى العظم (الأكثر شيوعا). يمكن في بعض الأحيان يمكن تعبئة midface كذلك باستخدام lefort II، أو lefort III مستوى العظم . وتستخدم هذه التقنيات على نطاق واسع للأطفال الذين يعانون من تشوهات القحفي معينة مثل متلازمة كروزون.
وسيتم السلكية فكي معا (بين الفك العلوي تثبيت) باستخدام أسلاك الفولاذ المقاوم للصدأ خلال عملية جراحية لضمان إعادة التمركز الصحيح للعظام. في معظم الحالات تتم قبل استيقاظ المريض .

## المضاعفات
مثل أي عملية جراحية أخرى، يمكن أن يكون هناك بعض المضاعفات مثل النزيف، تورم، والغثيان، والقيء. يمكن أن يكون هناك أيضا بعض خدر في الوجه نتيجة لتلف الأعصاب. قد يكون مؤقتا خدر إما، أو، نادرا . ، مضاعفات من هذه الجراحة تحدث بشكل غير منتظم. 
إذا كانت الجراحة في الفك العلوي، يمكن للجراحة يكون لها تأثير على شكل أنف المريض. ويمكن تقليل ذلك عن طريق التخطيط الدقيق والتنفيذ الدقيق لخطة العمليات الجراحية. في بعض الأحيان، ويعتبر هذا الجزء من المنافع.

## بعد العملية الجراحيه
بعد الجراحة التقويمية، كثيرا ما يطلب من المرضى على الانضمام إلى نظام غذائي يعتمد على السوائل. بعد وقت، يمكن إدخال المواد الغذائية لينة، ثم المواد الغذائية الصلبة. النظام الغذائي مهم جدا بعد الجراحة، لتسريع عملية الشفاء. فقدان الوزن بسبب نقص الشهية والنظام الغذائي السائل هو شائع، ولكن ينبغي تجنب إذا كان ذلك ممكنا.الألم بالنسبة لبعض العمليات الجراحية، قد يكون ضئيلا للغاية بسبب تلف الأعصاب قاصر وعدم الشعور. ويصف الأطباء دواء للألم والمضادات الحيوية الوقائية للمريض. غالبا ما يكون هناك كمية كبيرة من تورم حول منطقة الفك، وكدمات في بعض الحالات. ومعظم التورم يختفي في الأسابيع القليلة الأولى، ولكن البعض قد تبقى لمدة بضعة أشهر.
سوف يرى الجراح المريض لفحوص في كثير من الأحيان، للاطمئنان على الشفاء، والتحقق من النتيجة. ومعدل الزيارات ينخفض مع مرور الوقت. إذا كان غير راض الجراح مع الطريقة التي يتم إصلاح العظام، فإنها قد / انه يوصي جراحة إضافية لتدارك الموقف. من المهم جدا لتجنب أي مضغ حتى اقتناع الجراح بشفاء المريض تماما.